# Калінін Ігор Олегович
І́гор Оле́гович Калі́нін (нар. 11 листопада 1995, Керч, Україна) — український та російський футболіст, півзахисник російського клубу «Ростов».

## Біографія
Починав свою кар'єру в севастопольській СДЮШОР-5. 2011 року увійшов у систему «Іллічівця». В сезонах 2012/13 і 2013/14 виступав за молодіжну команду маріупольців, провів в цілому тридцять вісім матчів.
Дебютний матч Калініна за основну команду «Іллічівця» відбувся 27 квітня 2014 року у матчі проти «Севастополя». У матчі останнього туру першості проти «Таврії» Ігор потрапив в заявку на матч, однак на поле так і не вийшов. На початку наступного сезону зіграв у трьох матчах чемпіонату та одній кубковій зустрічі, але 1 вересня 2015 року, разом з одноклубником Віталієм Федотовим, покинув клуб. Після цього був на перегляді в санкт-петербурзькому «Зеніті» та харківському «Металісті», проте контракт так і не підписав, через що до кінця року залишався вільним агентом.
У січні 2015 року підписав дворічний контракт з луганською «Зорею», де став виступати в молодіжній команді. 2 серпня 2015 року дебютував за основну команду луганчан, відігравши увесь матч чемпіонату проти дніпродзержинської «Сталі» (0:2).
У грудні 2015 року генеральний директор «Зорі» Сергій Рафаїлов заявив, що Калінін був організатором матчів, де було повне маніпулювання результатом поєдинку.
|                   | Президентом клубу Євгеном Гєллєром було прийнято рішення дати цьому питання розголосу плюс всіх цих гравців відрахувати з команди. Були названі одинадцять чоловік. Це: Валентин Великий, Іван Волик, Олексій Оленченко, Сергій Романов, Єгор Скворцов, Максим Слюсар, Павло Смирнов, Олександр Солдатенко , Владислав Федоренко, Владислав Філінков, Денис Шапочка. […] Це ті, які, в якійсь мірі, зізналися. Але є ще одна людина! Це Ігор Калінін, на якого всі вказали, як на організатора. Він був сполучною ланкою між тими людьми, які втягнули в подібне всю нашу молодь. […] По телебаченню не згадали Ігоря Калініна. Його називаю особисто я! Він самовільно після всього цього залишив команду. Де він зараз знаходиться, ми не знаємо. Якщо Ігор думає, що легко відбудеться - це неправда |
| — Сергій Рафаїлов | |

Наприкінці серпня 2016 року стало відомо, що Калінін гратиме за аматорський клуб «Луцьк», але водночас цю команду було розформовано, проте гравець таки встиг у складі «Луцька» взяти участь у двох поєдинках аматорських змагань.
22 вересня 2016 року опинився в заявці кропивницької «Зірки», проте закріпитись у складі команди не зумів, зігравши до кінця року лише в 5 матчах Прем'єр-ліги, після чого покинув клуб.
У лютому 2017 року став гравцем «Волгаря» з російської ФНЛ

## Кар'єра в збірній
Протягом 2012–2013 років грав в українських збірних до 18 і до 19 років.

## Громадянство
2014 року, після анексії Росією Криму, який є батьківщиною гравця, Калінін отримав російський паспорт, але у нього також залишився український паспорт.